# Fixed Point Theory and Applications
Fixed Point Theory and Applications is een internationaal, aan collegiale toetsing onderworpen open access wetenschappelijk tijdschrift op het gebied van de wiskunde. De naam wordt in literatuurverwijzingen meestal afgekort tot Fixed Point Theory A. Het wordt uitgegeven door Springer Science+Business Media na eerder te zijn uitgegeven door Hindawi Publishing Corporation. Het is een zuiver elektronisch tijdschrift; het wordt niet in gedrukte vorm uitgegeven.